# Перевірка репутації
Перевірка репутації – це процес, який використовується організацією чи особою для перевірки того, чи особа є тим, за кого себе видає, а також для перевірки її минулого досьє, щоб підтвердити освіту, історію зайнятості та іншу діяльність, а також наявність судимості. Частота, мета та легітимність перевірки репутації різняться залежно від країни, галузі та окремих осіб. Перевірка репутації зазвичай відбувається, коли хтось подає заявку на роботу, але це також може відбуватися в будь-який час, коли роботодавець вважає за потрібне. Для виконання цих перевірок використовуються різноманітні методи, включаючи комплексний пошук у базі даних і рекомендаційні листи.

## Застосування та призначення
Перевірена інформація може відрізнятися залежно від країни, галузі та потреб роботодавця, але найчастіше перевіряється така інформація:
- Ідентичність
- Рівні освіти
- Трудова історія
- Професійна кваліфікація

Зазвичай також перевіряються: судимість, реєстр боржників, реєстр правопорушників на дорогах та судовий реєстр.
Рекомендації керівників або рекомендаційні листи від колег також можуть бути враховані під час процесу.
Коли йдеться про перевірку даних у контексті перевірки даних працівника перед його працевлаштуванням або після підвищення по службі, її також називають перевіркою даних [6].
Основна причина для проведення перевірки — зменшити ризик працевлаштування не бажаної людини в компанію, а отже, прийняти обґрунтоване рішення про наймання .

## Кредитна перевірка
Кредитні перевірки проводяться для кандидатів, які претендують на посади, пов’язані з фінансовою документацією або мають справу з великими грошима. Наприклад, у штаті Іллінойс роботодавці можуть використовувати кредитну історію заявника, лише кредитний бал вважається задовільним. Фізичні особи також повинні дати згоду на отримання роботодавцем кредитного звіту. Кредитні звіти перед прийомом на роботу не включають кредитну оцінку. Кредитний звіт перед прийняттям на роботу відображатиметься в кредитному звіті особи як «м’який запит» і не впливає на кредитну оцінку особи.